# Stenophylla lobivertex
Espèce
Stenophylla lobivertex est une espèce de mantes de la famille des Acanthopidae.

## Répartition
Stenophylla lobivertex se rencontre en Équateur et au Pérou.

## Description
Adulte, cet insecte mesure de 4 à 6 cm. Il arbore une couleur brune qui, combinée aux motifs des plaques de son exosquelette, lui donne une aspect de feuille morte, utile pour se camoufler de ses prédateurs et de ses proies. La caractéristique la plus notable de cet insecte est sa capacité à relever son abdomen en forme de « S » quand il se sent menacé, ce qui lui vaut également l'appellation de mante dragon.

## Parade nuptiale
La femelle Stenophylla lobivertex , lorsqu'elle est prête à s'accoupler, relâche à l'aide d'un organe en forme de « V » des phéromones qui ont pour but d'attirer les mâles environnants, phénomène unique chez les mantes. 

## Systématique
Le nom valide complet (avec auteur) de ce taxon est Stenophylla lobivertex Lombardo (d), 2000,.

### Étymologie
Son épithète spécifique, lobivertex, dérive du latin lobus, « lobe », et vertex, « sommet, haut de la tête », et fait référence « aux lobes basaux du processus du vertex ».

### Publication originale
- (en) Francesco Lombardo, « Stenophylla lobivertex, a new species of Stenophyllinae from Amazonia (Insecta, Mantodea) », Studies on Neotropical Fauna and Environment, Royaume-Uni, vol. 35, no 1,‎ 2000, p. 34–37 (ISSN 0165-0521, e-ISSN 1744-5140, DOI 10.1076/0165-0521(200004)35:1;1-M;FT034).